# Ärkebiskop Eskil
Ärkebiskop Eskil, född cirka 1100, död 1181/1182, var biskop i Roskilde 1134–1137 och sedan ärkebiskop i Lund 1137–1177.
Eskil var av förnäm börd och vistades i sin ungdom många år utomlands, mest i Hildesheim och Clairvaux. Där knöt han nära vänskapband med den namnkunnige abboten Bernhard av Clairvaux, den tidens mest framstående man inom kyrkan. 1131 blev han domprost i Lund, 1134 biskop i Roskilde och 1137 ärkebiskop i Lund efter sin farbror Ascer. Som biskop råkade han i strid med Erik Emune. Som ärkebiskop kämpade han mot dennes brorson Olof, som försökte bli kung. Redan 1135 instiftade Eskil S:t Peters kloster i Næstved, 1144 Herrevadskloster i Skåne och 1145 Esrum kloster i norra Själland. År 1145 kunde han inviga Lunds domkyrka i närvaro av biskopar från hela Norden. 
Ett nytt ärkestift upprättades 1152 i Nidaros, dit Norge, Island och de övriga stiften i väster överfördes. Ärkebiskopen av Bremen gjorde då ett sista försök att hävda sina gamla anspråk på kyrklig överhöghet över Norden. Han understöddes av tyske kejsaren Fredrik Barbarossa, men Eskil kämpade emot och genomdrev sin sak med påvarnas bistånd. När han av detta skäl reste till Clairvaux och därifrån 1156 till Rom, hölls han en tid fånge av kejsaren. Som påvens legat fick Eskil 1164 uppdraget att inviga nordens tredje ärkebiskop, den förste ärkebiskopen i Uppsala. I striden mellan Sven Grate och Knut Magnusson stod han först på Knuts sida och blev därför tillfångatagen av Sven, men de försonades sedan, eftersom Sven skänkte ärkebiskopsstolen stora gods i Skåne och på Bornholm. Men snart utbröt ny strid, och Eskil hjälpte 1154 de två motkungarna. 
Han var även i strid mot kung Valdemar den store under lång tid och måste 1161-1168 leva utomlands. Han vistades mest i Clairvaux, men även i Sjöborg, Blekinge. Först genom Absalon Hvides medling fick han återvända. Han deltog 1169 i det avgörande krigståget mot venderna och även i kriget 1171. Han krönte 1170 Valdemars son Knut, varvid det bestämdes, att den äkta sonen gick före frillosonen, hertig Kristofer. Den skånska kyrkolagen är sannolikt tillkommen strax efteråt. Till slut fick Eskil 1177 tillåtelse av påven att lägga ner sin värdighet som ärkebiskop till förmån för Absalon, och därigenom uppfylldes hans länge närda önskan att bli klosterbroder i Clairvaux.